# Friedrich von Kalitsch (Politiker)
Friedrich Ludwig Johann Heinrich von Kalitsch (* 29. April 1786 in Dessau; † 7. Februar 1870 in Dobritz) war ein deutscher Landtagsabgeordneter und Kammerherr.

## Leben

### Herkunft und Familie
Von Kalitsch war Sohn des Hauptmanns Johann Heinrich Gottlob von Kalitsch (* 6. April 1752 in Dessau; † 26. Juni 1798 ebenda) und dessen Ehefrau Johanne, geb. von Waldersee (* 30. August 1765 in Dessau; † 27. Oktober 1804 in Dobritz). Sein Onkel war der Wirklich Geheime Rat Karl von Kalitsch (* 19. Februar 1746 in Zerbst/Anhalt; † 18. August 1814 ebenda). Am 18. April 1809 heiratete er in Schwetzingen Auguste, geb. von Sauerbronn (* 31. August 1791 in Gernsbach; † 31. Mai 1867 in Dobritz) und bekam mit ihr sieben Kinder, von denen fünf das Erwachsenenalter erreichten, nämlich:
- Karoline (* 26. April 1807 in Dobritz; † 23. März 1878 in Dessau)
- Louise (* 30. Juni 1814 in Dobritz; † 16. November 1887 in Schochwitz) ⚭ 6. Oktober 1836 mit Hermann von Alvensleben (* 10. April 1809; † 8. Januar 1887), preußischer Generalleutnant
- Ferdinande (* 18. März 1816 in Dobritz) ⚭ 7. Oktober 1838 mit Rudolf von Kalitsch, großherzoglich-sächs-weimarscher Kammerherr
- Hermann (* 17. April 1818 in Dobritz; † 11. Dezember 1891 ebenda), anhaltischer Gutsherr und Abgeordneter im Landtag des Herzogtum Anhalt
- Richard (* 14. Juli 1822 in Dobritz; † 7. April 1906 in Dessau), preußischer Oberforstmeister

### Karriere
Am 12. Januar 1843 erwarb von Kalitsch das Rittergut Polenzko und Bärenthoren. Er war auch Besitzer von Hagendorf. Seit mindestens 1851 wirkte er als stellvertretender Landtagsabgeordneter im Herzogtum Anhalt. Dort war er auch im engeren Ausschuss. Diese Position hielt er bis mindestens 1858. Am 15. März 1863 wurde ihm das Komturkreuz I. Klasse des Hausorden Albrechts des Bären verliehen. Auch war er Träger des Komturkreuzes II. Klasse des Sachsen-Ernestinischen Hausorden.